# Georgi Michailowitsch Romanow (1863–1919)

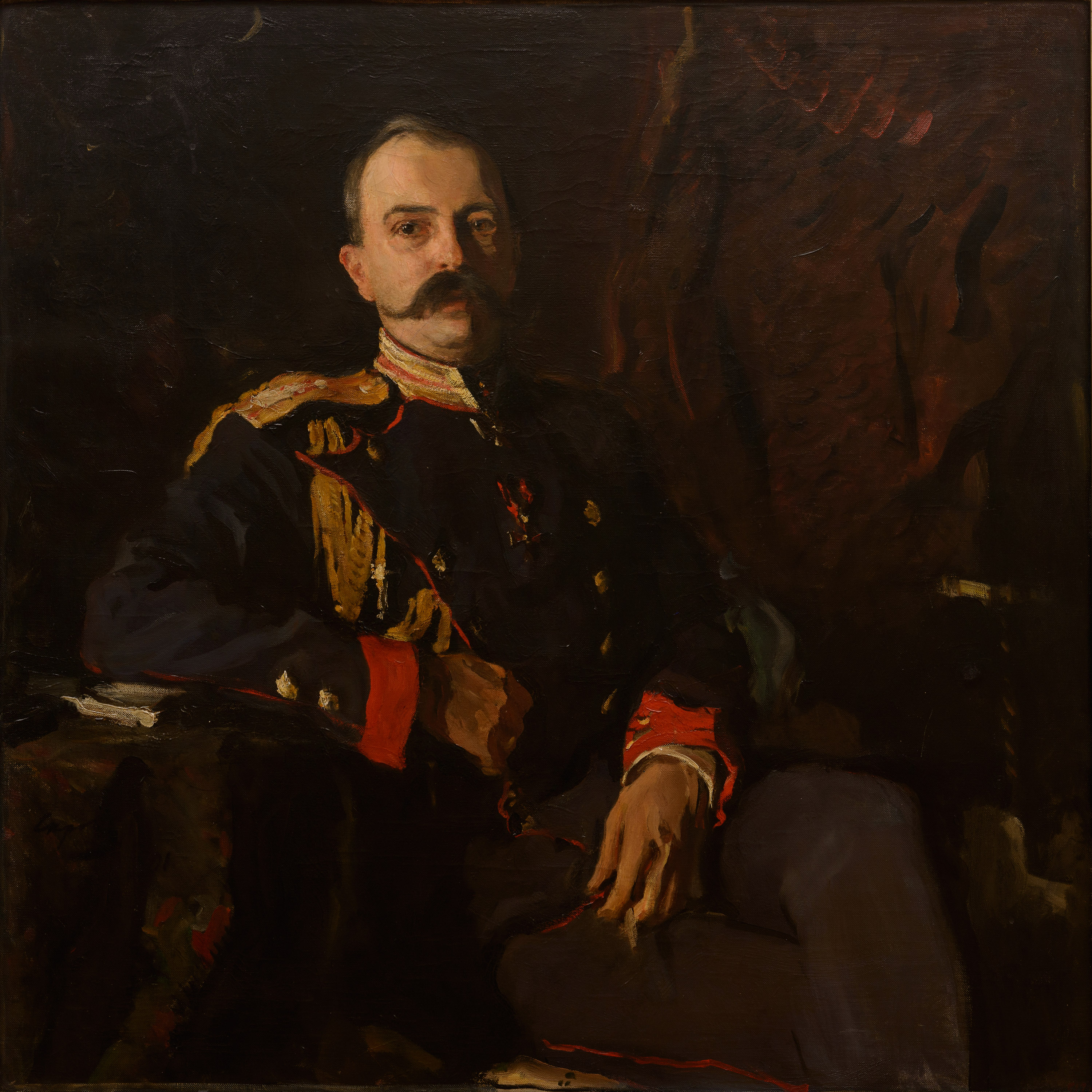
Georgi Michailowitsch Romanow, 1901 von Walentin Serov

Georgi Michailowitsch Romanow (russisch Великий Князь Георгий Михайлович Романов; * 11. Augustjul. / 23. August 1863greg. in Tiflis; † 30. Januar 1919 in Petrograd) war ein russischer Großfürst und Enkel des Zaren Nikolaus I.

## Leben
Georgi Romanow war der dritte Sohn von Großfürst Michael Nikolajewitsch Romanow (1832–1909) und seiner Ehefrau Prinzessin Cäcilie von Baden (1839–1891), der Tochter des Großherzogs Leopold I. von Baden und dessen Gattin Prinzessin Sophie Wilhelmine von Holstein-Gottorp, Prinzessin von Schweden.

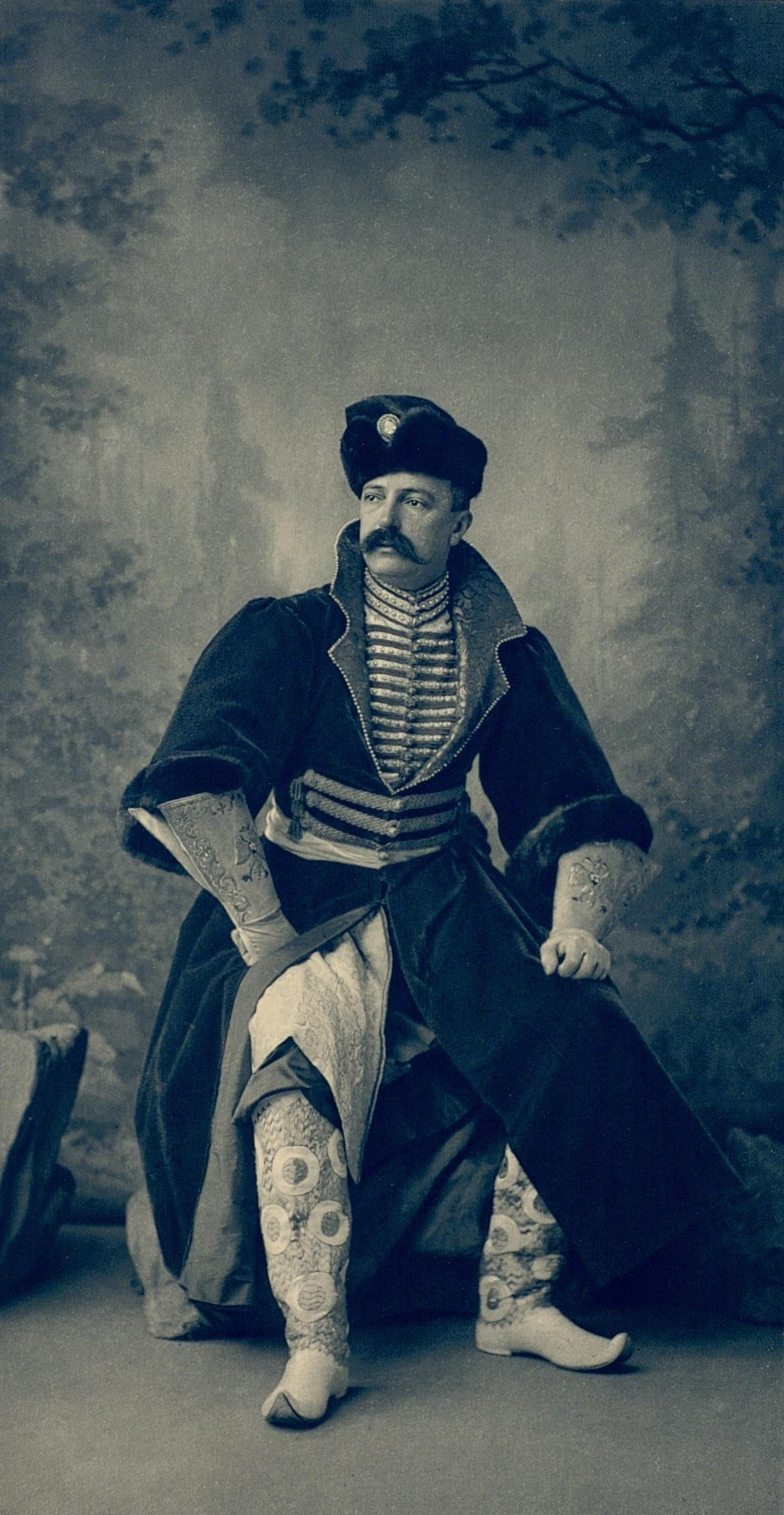
Georgi Michailowitsch Romanow, 1903

Wie sein Vater diente Georgi in der russischen Armee und stieg bis zum General auf. Am 30. Januar 1919 erschossen ihn die Bolschewiki gemeinsam mit seinem Bruder Großfürst Nikolai Michailowitsch und zwei Cousins, den Großfürsten Pawel Alexandrowitsch und Dmitri Konstantinowitsch, in der Petersburger Peter-und-Paul-Festung. 1999 wurde er vom russischen Staat rehabilitiert. Im Jahr 2011 meldeten russische Archäologen, dass bei Ausgrabungen in der Peter-und-Paul-Festung durch Zufall wahrscheinlich die Gräber der Großfürsten gefunden wurden.
Am 30. April 1900 heiratete Großfürst Georgi Michailowitsch Romanow auf Korfu Prinzessin Maria von Griechenland (1876–1940), Tochter des griechischen König Georg I. und seiner Gattin Großfürstin Olga Konstantinowna Romanowa. Aus der Ehe gingen zwei Töchter, Nina Georgijewna (1901–1974) und Xenia Georgijewna (1903–1965), hervor.
Seine Tochter, Großfürstin Xenia Georgijewna Romanowa, gewährte 1927 für mehrere Monate Anna Anderson Wohnrecht, die bis zu ihrem Lebensende die Behauptung aufrechterhielt, mit der ermordeten Großfürstin Anastasia Nikolajewna Romanowa, der jüngsten Tochter des letzten Zaren Nikolaus II. und seiner Gemahlin Alexandra Fjodorowna, identisch zu sein.

## Sekundärliteratur
- Alexander, Grand Duke of Russia, Once a Grand Duke, Cassell, Londres, 1932.
- David Chavchavadze: The Grand Dukes, Atlantic (1989) ISBN 0-938311-11-5
- Jamie H. Cockfield: White Crow, Praeger (2002) ISBN 0-275-97778-1
- George, Grand Duchess of Russia, “A Romanov Diary”, Atlantic International Publications, 1988. ISBN 0-938311-09-3
- Greg King und Penny Wilson: Gilded Prism, Eurohistory (2006) ISBN 0-9771961-4-3